# ژروتین (ناحیه اولومووتس)
ژروتین (به چکی: Žerotín) یک منطقهٔ مسکونی در جمهوری چک است که در ناحیه اولومووتس واقع شده‌است. ژروتین ۷٫۸۵ کیلومتر مربع مساحت و ۴۳۹ نفر جمعیت دارد و ۲۲۷ متر بالاتر از سطح دریا واقع شده‌است.